# Rapsodia (film)
Rapsodia (Rhapsody) è un film del 1954 diretto da Charles Vidor.

## Trama
Louise è la figlia di un ricco industriale americano e decide di andare a Zurigo per essere vicina al suo amore Paul, un violinista che studia in Svizzera. Ma dopo un concerto si scoprirà che Paul tiene alla sua carriera più che all'amore; Louise quindi si ammala e viene consolata da James, che la corteggia. Nel frattempo Paul effettua un tour nelle maggiori capitali europee e sudamericane, ottenendo successo e diventando famosissimo; al termine della tournée, a Parigi, Paul rivede James, che gli comunica di essersi sposato con Louise.
James è diventato un alcoolizzato perché ha scoperto che la moglie in realtà ama ancora Paul; quest'ultimo e Louise si incontrano all'aeroporto e Paul dice alla donna di amarla ancora ma di non volere, per averla, rovinare la vita a James. La donna si reca quindi con il marito a Zurigo, per fargli riprendere gli studi di pianoforte che aveva interrotto dopo il matrimonio, e in breve tempo James diventa un musicista virtuoso e smette di bere.
Poco prima dell'esibizione che dovrebbe consacrare il talento di James, Louise lo lascia: ormai è autonomo, ha talento e non deve più affidarsi alla moglie per avere sostegno e lei ha un appuntamento con Paul, con cui partirà il giorno dopo. Durante lo spettacolo, James trionfa e Louise capisce di amarlo: Paul, dopo averle augurato buona fortuna, parte da solo e lei va da James dopo l'esibizione, dichiarandogli il suo amore.

## Altre informazioni
Le parti di pianoforte presenti nel film sono eseguite da Claudio Arrau, mentre quelle di violino da Michael Rabin.